# بولينيزيون

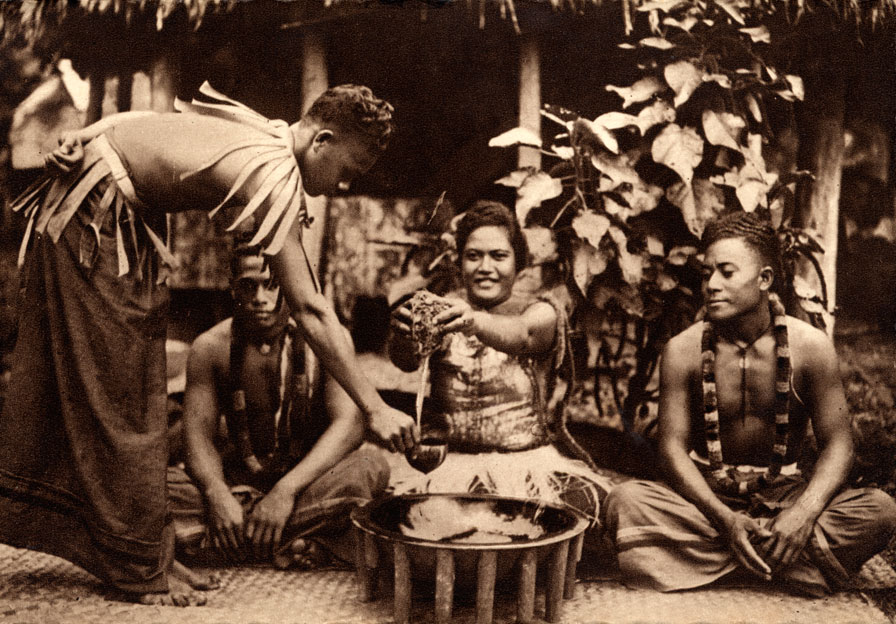

البولينيزيون (بالإنجليزية: Polynesians)، يشكل البولينيزيون، مجموعة إثنية لغوية من الأشخاص، المرتبطين ارتباطًا وثيقًا، والذين ينتمون إلى بولنيزيا (جزر في المثلث البولينيزي)، وهي منطقة شاسعة من أوقيانوسيا في المحيط الهادئ.
يتتبعون أصولهم المبكرة في عصور ما قبل التاريخ إلى جزيرة جنوب شرق آسيا البحري، ويشكلون جزءًا من الشعوب الأسترونيزية مع الموطن الأصلي في تايوان.
يتحدثون اللغات البولينيزية، وهي فرع من عائلة أوقيانوسية، من عائلة اللغات الأسترونيزية.
في 2012، كان هناك ما يقدر بمليوني بولينيزي في جميع أنحاء العالم، والغالبية العظمى منهم إما يسكنون الدول القومية البولينيزية المستقلة: (ساموا، ونييوي وجزر كوك، وتونغا وفيجي، وتوفالو)،
أو يشكلون أقليات في بلدان مثل: أستراليا، وتشيلي (جزيرة إيستر) ونيوزيلندا، وفرنسا، (بولينزيا الفرنسية، وواليس وفوتونا)، وأقاليم المملكة المتحدة، فيما وراء البحار (جزر بيتكيرن)، والولايات المتحدة (هاواي، وساموا الأمريكية).
اكتسب البولينيزيون سمعة كملاحين عظماء - وصلت زوارقهم إلى أبعد الزوايا في المحيط الهادئ، مما سمح بالاستيطان في جزر بعيدة مثل هاواي، (جزيرة إيستر)، وأوتياروا (نيوزيلندا).
أنجز سكان بولينيزيا، هذه الرحلة باستخدام مهارات الملاحة القديمة، لقراءة النجوم، والتيارات، والسحب، وحركات الطيور، وهي المهارات التي انتقلت إلى الأجيال المتعاقبة، حتى يومنا هذا.

## البولينيزيون القدماء
قام البولينيزيٌّون ببعض أروع الرحلات المحلية في تاريخ الاستكشاف. فمنذ حوالي عام 2000 ق.م، شرعوا في الإبحار من جنوب شرق آسيا عبر المحيط الهادي الذي يُعدّ أكبر محيطات العالم. وكانت آلاف الجُزر تنتشر داخل هذا المحيط; حيث اعتمد البولينيزيٌّون على معرفتهم بالطبيعة لاكتشاف معظم هذة الجُزر. وكلما زاد التعداد السكاني في إحدى هذة الجٌزر، كانو يبدؤون فوراً بالإبحار للعثور على جٌزر أخرى غير آهلة بالسكان. وقد استمرّت هذة العملية الطويلة الخاصة باستكشاف الجُزر، حتَّى وصلت مجموعة يطلق عليها اسم «ماوري» إلى نيوزيلاندا حوالي عام 1000م.
«زوارق التجديف»: كان يتم دفعها إلى الأمام من خلال شراعات على شكل مثّلث، بالإضافة إلى مجاديف

## زوارق التجديف
قام البولينيزيٌّون برحلاتهم البحرية الرائعة باستخدام الزّوارق الشَّجريّة المصنوعة بتجويف جذوع الأشجار. وقد كانت نماذج هذة الزَّوارق التي تٌبحر في المحيط تشتمل على طبقتين قشريَّتين متَّصلتَيْن ببعضهما البعض باستخدام منصّة مركزية تشتمل على المقصورة وصاري الزورق. وكانت بعض زوارق التجديف كبيرة بشكل كافٍ، يمكن من خلالة نقل الأشخاص والحيوانات والمياة ومؤن الطعام على متنها، كما كانت الظروف على متن هذة الزوارق تتَّسم بالصعوبة بالنسبة للمستوطنين الذين يسافرون بصحبة حيواناتهم ونباتاتهم.

## الإبحار إلى الجُزر
كان البولينيزيٌّون بحَّارة مَهَرة بطبيعتهم، إذ كانوا قادرين على إيجاد طريقهم عبر المحيط الفسيح متسلّحين بمعرفتهم بتكوينات السُّحُب والنجوم، وأشكال الأمواج، والطيور المهاجرة.
كما قامو بإعداد خرائط باستخدام الأغصان المربوطة ببعضها البعض، حيث كانت هذة الأغصان تمثّل إحدى مناطق البحر، بينما كانت الأصداف المُرفقة بإطار الخريطة تُمثَّل الجٌزر.
وكانت مثل هذة الخرائط، تُمكَّن البحَّارة من العودة إلى أوطانهم، والقيام بالرحلة مرة أخرى، مصطحبين معهم عائلاتهم، وممتلكاتهم.

## تماثيل جزيرة إيستر
تُعدّ جزيرة إيستر من أكثر الجُزر المعزولة من بين جميع جُزر بولبنيزيا، لا يزيد عرضها عن 38 كلم، وتبعد عن أقرب الجُزر المجاورة لها بنحو 1600 كلم.
كان يقطنها البولينيزيٌّون، الذين قاموا بتطوير شكل الكتابة الخاص بهم، بالإضافة إلى بناء تماثيل ضخمة مصنوعة من الحجارة.
كان طول التمثال يصل إلى 20 متراً، كما يصل وزنة إلى 45000 كلغ، كانت القُنزعات (التيجان) يتمّ نحتها من حجارة ذات لون أحمر داكن، تُستَخرَج من حجارة تختلف عن نوعية الحجارة التي كانت تُستخدم في نحت الأجسام.

## جماعة الماوري
بدأت جماعة الماوري وهي إحدى جماعات البولينيزيٌّون، في الوصول إلى نيوزيلاندا منذ قُرابة عام 1000م. وقد عملو على تنمية ثقافتهم الخاصة المتميزة، كما كانو يعيشون في قبائل صغيرة تحت إمرة زعيم لها. وكان معظم الماوريَّين الذين عاشوا في الجزيرة الشَّماليّة يشتغلون بمجال الزراعة، بينما كان أولئك الذين يعيشون في الجزيرة الجنوبيّة يشتغلون بصيد الأسماك وجمع النباتات وصيد الطيور والثدييّات البحرية.